# Карл Шедлер
Карл Шедлер (нім. Karl Schädler нар. 23 жовтня 1804, Вадуц — пом. 30 січня 1872, там само) — ліхтенштейнський політик, лікар.
З 1841 року працював державним лікарем у Вадуці. У 1849 році Карл Шедлер представляв Ліхтенштейн, як державу-члена Німецького союзу, на Національних зборах у Франкфурті.
У 1862 році, згідно з новою конституцією князівства, у Ліхтенштейні був створений парламент, а Шедлер став його першим спікером.
Син Карла Шедлера Альберт так само як і батько, був лікарем та впродовж 2-х каденцій обіймав посаду спікера Ландтагу (1882–1885; 1890–1919).